# Bob Marley

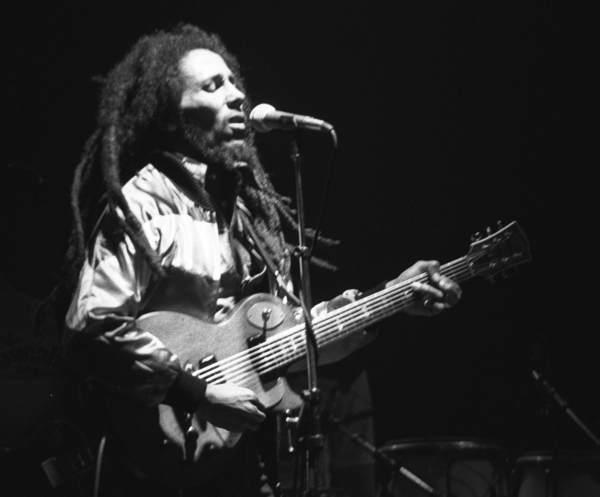
Bob Marley (1980)

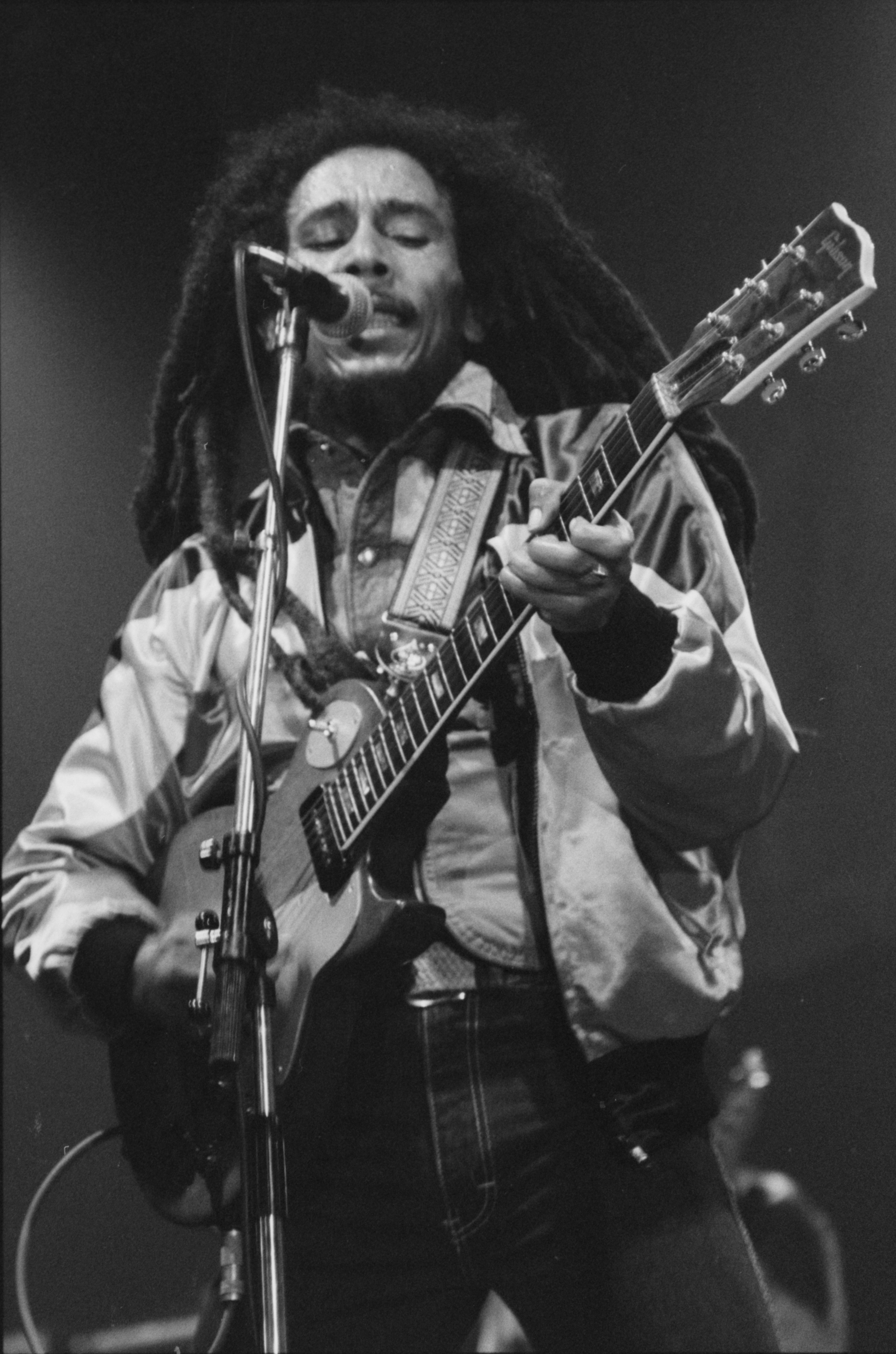
Bob Marley (1980)

Bob Marley [bɒb ˈmɑː(ɹ)li] (* 6. Februar 1945 in Nine Miles, Saint Ann Parish; † 11. Mai 1981 in Miami, Florida; eigentlich Robert Nesta Marley, ab März 1981 Berhane Selassie) war ein jamaikanischer Reggae-Sänger, Gitarrist, Songwriter sowie Aktivist und gilt als bedeutendster Vertreter und Mitbegründer der Reggae-Musik, die durch ihn und seine Band The Wailers ab Mitte der 1970er Jahre international bekannt wurde.
Zu seinen bekanntesten Songs zählen Buffalo Soldier, Get Up, Stand Up, I Shot the Sheriff, No Woman, No Cry, Could You Be Loved?, Redemption Song und Stir It Up. Neben seinem musikalischen Werk verbreitete Marley die Botschaft der Rastafari-Bewegung, was sich auch deutlich in seiner Musik, dem sogenannten Roots-Reggae, widerspiegelt. Für deren Anhänger und für viele Menschen der Dritten Welt war und ist Marley eine wichtige Identifikationsfigur.

## Privatleben und Familie

### Kindheit und Jugend

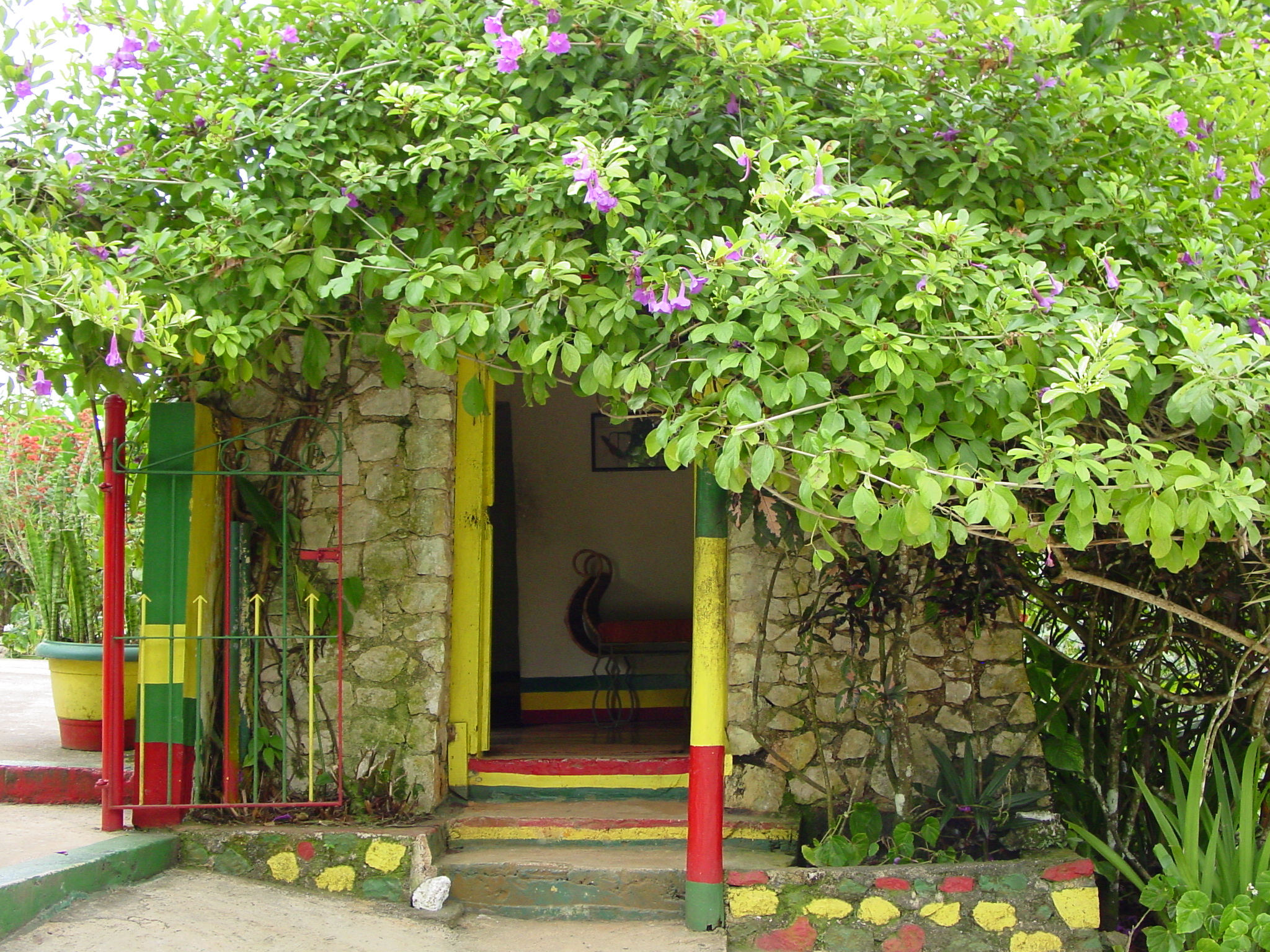
Das Haus in Nine Miles, in dem Bob Marley seine Kindheit verbrachte

Robert Nesta Marley wurde am 6. Februar 1945 um 2.30 Uhr morgens in dem Dorf Nine Miles in dem Parish (Gemeinde) Saint Ann in der britischen Kolonie Jamaika im Haus seines Großvaters geboren.
Seine dunkelhäutige Mutter, die Sängerin Cedella Marley Booker, war bei seiner Geburt 18 Jahre alt, sein weißer Vater Norval Sinclair Marley (1885–1955), ein Hauptmann der britischen Armee, dagegen schon etwa 60 Jahre. Die Hochzeit der beiden war ein Skandal und führte zum Ausscheiden von Captain Marley aus der Armee.
Bob Marley äußerte sich später kaum über seinen englischen Vater. Mehreren Berichten zufolge dauerte dessen Beziehung zu seiner Mutter nur kurz. Nach anderen Berichten soll er die Familie mit einem Lebensmittelgeschäft mühsam über die Runden gebracht und erst Jahre später verlassen haben.
Roberts Kindheit war geprägt von der Kultur der schwarzen Mehrheitsbevölkerung, von magischen Vorstellungen, von Kobolden, der Vorstellung von Geistern und von unzähligen Geschichten, aber auch von der spezifischen Ausprägung des in der damaligen britischen Kolonie Jamaika gepflegten Christentums.
Marley verbrachte seine Kindheitsjahre in der ländlichen Kleinstadt Rhoden Hall. Er folgte seiner Mutter mit zwölf Jahren nach Trenchtown, einem Stadtteil der jamaikanischen Hauptstadt Kingston, in der sie hofften, Arbeit zu finden.
Mit 16 Jahren brach er die Schule ab, auf Wunsch seiner Mutter wurde er Mechaniker. Nach einigen Jahren gab er jedoch die Arbeit in einer Fahrradreparaturwerkstatt auf und verwirklichte seinen Traum, Musiker zu werden. In seiner Jugend verbrachte er viel Zeit in der Suppenküche seines engen Freundes Vincent Ford, der ihn zu mehreren seiner Lieder inspirierte und unter anderem als Autor von No Woman, No Cry geführt wird.

### Ehe, Familie und Kinder
Am 11. Februar 1966 heiratete Marley seine kubanische Jugendfreundin Rita Anderson. Schon am folgenden Tag brach er in die USA auf, um seine Mutter, die inzwischen in Delaware lebte, zu besuchen. Dort arbeitete er auch einige Zeit, um seine Musikerkarriere finanzieren zu können. Doch schon bald zog es ihn wieder in seine Heimat Jamaika. Mit seiner Frau Rita hatte er vier leibliche Kinder und ein Stiefkind, das er nach der Hochzeit adoptierte: Cedella (* 1967), David (Ziggy) (* 1968), Stephen (* 1972), Stephanie (* 1974) und Sharon (* 1964, adoptiert). Ziggy, Cedella, Stephen und Sharon traten gemeinsam als Reggaeband Ziggy Marley and the Melody Makers auf.
Marley hatte auch sieben uneheliche Kinder, als er mit Rita verheiratet war:
- Mit Janet Hunt: Rohan (* 1972)
- Mit Patricia Williams: Robbie (* 1972)
- Mit Janet Bowen: Karen (* 1973)
- Mit Lucy Pounder: Julian (* 1975)
- Mit Anita Belnavis: Ky-Mani (* 1976)
- Mit Cindy Breakspeare: Damian (* 1978)
- Mit Yvette Crichton: Makeda (* 1981)

Ebenso wie die mit seiner Ehefrau gemeinsamen Kinder starteten auch Ky-Mani, Julian und Damian erfolgreich Solokarrieren als Reggaemusiker.

### Spiritualität
Ab Mitte der 1960er Jahre identifizierte sich Bob Marley mehr und mehr mit der Religion der Rastafari. 1967 konvertierte er vom Christentum zum Rasta. Die Rastafari berufen sich auf die Bibel, führen einen Kampf gegen die Unterdrückung der Schwarzen und hoffen auf ihre künftige Heimkehr nach Afrika. Sie tragen gedrehte, verfilzte Haare, die Dreadlocks, welche ihnen ein löwenähnliches Aussehen verleihen. Die Religion mit ihren spirituellen und mystischen Elementen hatte auch großen Einfluss auf Marleys Musik. Religiöse Rhetorik bestimmte seine Songs und verlieh ihnen eine hypnotische Ausstrahlung. In Interviews zitierte er gerne aus dem Alten Testament.
Acht Monate vor seinem Tod, am 4. November 1980, ließ er sich in Miami auf Drängen seiner Mutter und auch angesichts seiner fortgeschrittenen Erkrankung in der Kirche der äthiopischen Gemeinde nach christlich-orthodoxem Ritus taufen.

### Politik, Mordanschlag und Friedensinitiative
Im Dezember 1976 sollte in Jamaika auf Initiative der sozialdemokratischen People’s National Party (PNP) ein Friedenskonzert mit dem Titel Smile Jamaica veranstaltet werden, das ein Zeichen gegen die dramatisch zunehmende politische Gewalt auf der Insel setzen sollte. Marley, der sich immer ausdrücklich von der jamaikanischen Politik distanziert hatte, tendenziell jedoch als PNP-Sympathisant galt, stimmte einem Auftritt zu. Am 3. Dezember 1976, zwei Tage vor dem Konzert, drangen Unbekannte in sein Haus ein und verletzten durch mehrere Schüsse ihn, seine Frau Rita und seinen Manager Don Taylor. Taylor und Marleys Frau wurden schwer verletzt, konnten später aber vollständig genesen. Bob Marley erlitt nur leichte Verletzungen an Brust und Arm und konnte bei dem 90-minütigen Konzert auftreten.
Der Hintergrund der Tat und die Täterschaft konnten nie vollständig geklärt werden. Zahlreiche Spekulationen ranken sich um das Ereignis. Viele Beobachter glauben an einen Zusammenhang mit Marleys Teilnahme an dem Friedenskonzert und vermuten die Auftraggeber des Attentats im Umfeld der rechten Jamaica Labour Party (JLP) oder gar der amerikanischen CIA.
2014 verarbeitete der jamaikanische Schriftsteller Marlon James den Mordanschlag auf Marley in seinem preisgekrönten Roman A Brief History of Seven Killings.
Nachdem es zu bürgerkriegsähnlichen Auseinandersetzungen zwischen den Anhängern der PNP und der JLP gekommen war, bat Bob Marley 1978 beim One Love Peace Concert in Kingston den jamaikanischen Premierminister Michael Manley (PNP) und den Oppositionsführer Edward Seaga (JLP) auf die Bühne und veranlasste mit sanftem Nachdruck die zunächst widerstrebenden Kontrahenten zum öffentlichkeitswirksamen Händedruck. Die Anhänger beider Parteien stellten die gewalttätigen Auseinandersetzungen daraufhin weitgehend ein.

### Tod

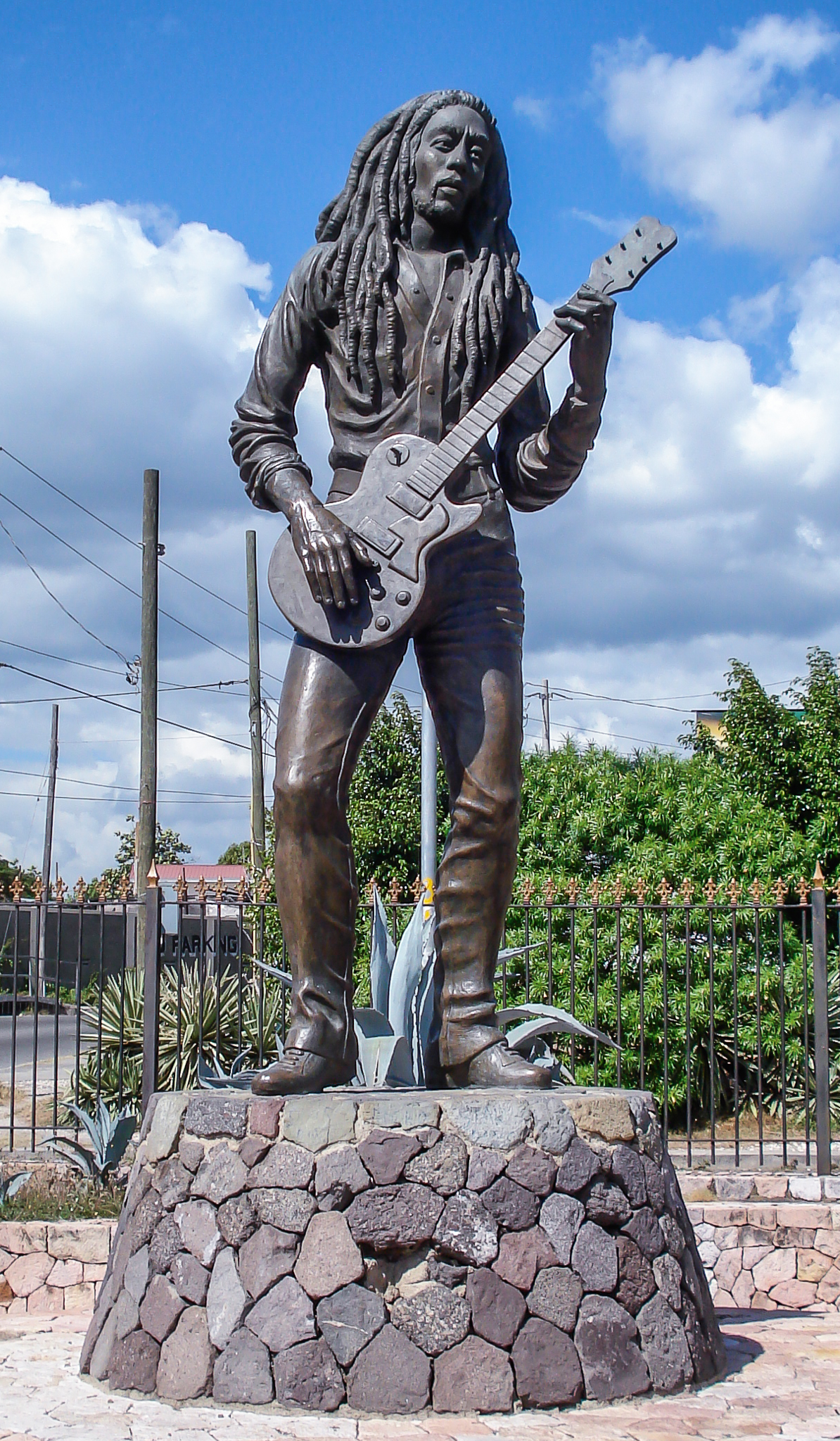
Bob-Marley-Denkmal in Kingston

Im Herbst 1980 sollte Marley im Rahmen einer Tournee mit der Gruppe The Commodores und Lionel Richie den endgültigen Durchbruch in den USA schaffen. Nach einer Fußverletzung, die sich der Fußballfan 1977 beim Spielen zugezogen hatte und die er aufgrund seiner Rastafari-Ideologie nicht behandeln ließ, verschlechterte sich sein körperlicher Zustand. Später wurde an einer seiner großen Zehen ein metastasiertes Melanom diagnostiziert („schwarzer Hautkrebs“). Nach den ersten USA-Konzerten im September 1980 in Boston, Providence und im Madison Square Garden brach er beim Joggen im Central Park in New York zusammen. Die Diagnose lautete: Tumorbefall der Leber, der Lunge und des Gehirns. Sein letztes Konzert gab er am 23. September 1980 im Benedum Center im Stanley Theater in Pittsburgh, Pennsylvania.
Nachdem die Fachärzte des Sloan Kettering Cancer Centers in New York ihm nur noch wenige Wochen zu leben prognostiziert hatten, wandte sich Marley an den deutschen Arzt Josef Issels, der im bayerischen Rottach-Egern am Tegernsee eine Klinik für hoffnungslose Krebspatienten betrieb und Methoden anwandte, die von der Fachwelt nicht anerkannt wurden. Marley zog zur Behandlung dorthin und verlor durch die Chemotherapie seine Dreadlocks, was für ihn als religiösen Rastafari eine Katastrophe darstellte. Das Klima, insbesondere die für Marley ungewohnt niedrigen Temperaturen, waren eine zusätzliche Belastung.
Während der Therapie ließ sich Marley als Mitglied der äthiopisch-orthodoxen Tewahedo-Kirche auf den Namen Berhane Selassie („Licht der Dreifaltigkeit“) taufen – in Anlehnung an den letzten äthiopischen Kaiser Haile Selassie, der von den Rastafaris als der in der Bibel angekündigte wiedergekehrte Messias angesehen wird. Am 8. Mai 1981 beschloss er, zum Sterben nach Jamaika zurückzukehren. Bei der Zwischenlandung in Florida in den frühen Morgenstunden des 11. Mai 1981 war er jedoch schon zu schwach für den Weiterflug. Er wurde in das heutige Jackson Memorial Hospital in Miami gebracht, wo er gegen 11.30 Uhr im Alter von 36 Jahren starb. Sein Sarg wurde in sein Heimatdorf Nine Miles auf Jamaika überführt. Im Rahmen einer nationalen Trauerfeier wurde er mit einer Bibel, seiner roten Gibson-Gitarre, einem Marihuanazweig und einem Ring, der ihm von Haile Selassie persönlich bei einer Privataudienz geschenkt worden sein soll, in einem Mausoleum beigesetzt.
Marleys Witwe Rita verwaltet bis heute den Nachlass, dessen Marktwert auf 600 Millionen US-Dollar geschätzt wird. Zu seinem 60. Geburtstag gab es Verwirrung um eine angebliche Aussage der Witwe, wonach seine Leiche aus dem Mausoleum in Nine Miles exhumiert werden und in einer Gedenkstätte in Shashemene in Äthiopien beigesetzt werden sollte. Diese Meldungen lösten in Jamaika Aufregung und Empörung aus und wurden später dementiert.

## Karriere

Bob Marley in Zürich, Mai 1980

Bob Marley & The Wailing Wailers in Zürich, Mai 1980

Bob Marley in Zürich, Mai 1980

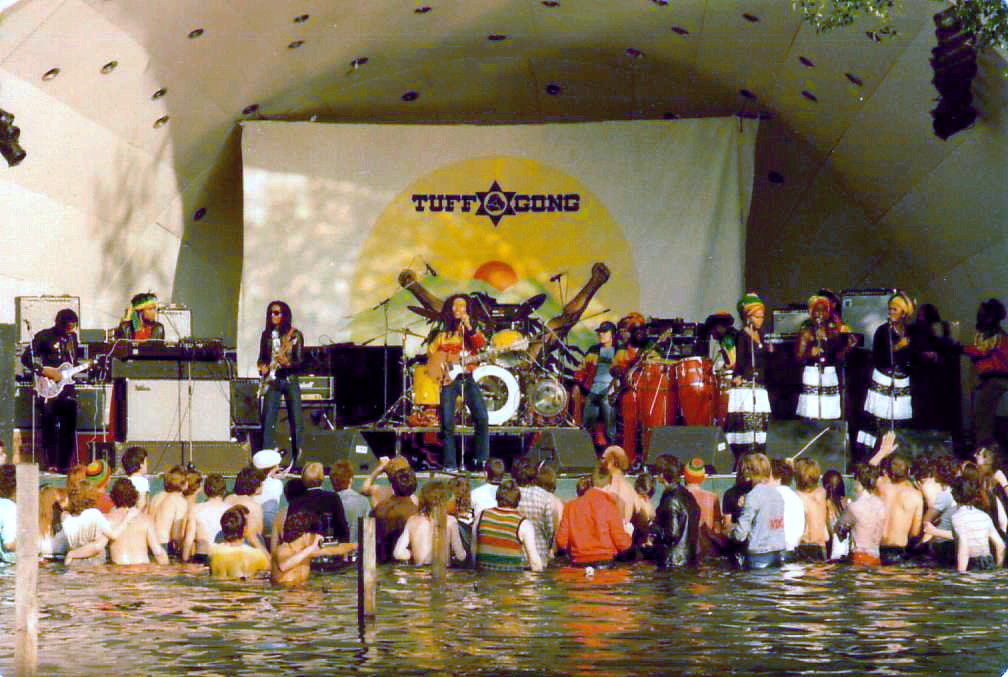
Bob Marley & The Wailers am 7. Juni 1980 auf der Summer of '80 Garden Party auf dem Crystal Palace Concert Bowl

Sein 2001 posthum erhaltener Stern auf dem Hollywood Walk of Fame

### Frühe Jahre
Das Leben in den Armenvierteln von Kingston war von Hoffnungslosigkeit und Gewalt geprägt. Musik war für viele Jugendliche oftmals die einzige Möglichkeit, der tristen Alltagswelt zu entfliehen. Einer dieser Jugendlichen war Jimmy Cliff, der schon mit 14 Jahren einige Lieder aufgenommen hatte. Cliff machte Marley mit Leslie Kong, einem örtlichen Musikproduzenten, bekannt. Mit Kong nahm er seine erste Single Judge Not auf. Weder Judge Not noch seine 1962 erschienene Single One More Cup Of Coffee verkauften sich besonders gut, so dass sich Marley von Kong trennte.
Marley war von der Musik der amerikanischen Radiosender, von Soul, Country, Pop und Rock, fasziniert. Besonders liebte er Fats Domino und Ray Charles. Durch seine Vorliebe für diese Musik lernte er Neville O’Reilly Livingston, besser bekannt als Bunny Wailer, kennen und freundete sich mit ihm an. Gemeinsam besuchten sie einen Musikkurs, der von dem berühmten jamaikanischen Sänger Joe Higgs abgehalten wurde. In diesem Kurs begegneten sie Winston Hubert McIntosh, der später als Peter Tosh bekannt wurde, und schlossen Freundschaft.

### Bob Marley & The Wailers
Gemeinsam mit Beverley Kelso, Junior Braithwaite und Cherry Smith gründeten die drei im Jahre 1963 die Gruppe The Teenagers (später bekannt unter The Wailing Rudeboys, danach The Wailing Wailers und schließlich The Wailers). Kelso, Braithwaite und Smith waren nur an der ersten Hitsingle Simmer Down (1964) sowie an It Hurts To Be Alone (1964), Habits (1964), Straight And Narrow Way (1964) und How Many Times (1964) beteiligt, bevor alle drei die Gruppe im Jahre 1965 verließen.
Die frühen Stücke der Band waren vom damals populären, schnellen und gut tanzbaren Ska geprägt. Bis zum Ende der 1960er Jahre waren zusätzlich Elemente der afrikanisch geprägten jamaikanischen Volksmusik von den Wailers aufgenommen worden. Nach dem Zusammentreffen mit dem Musiker und Produzenten Lee Perry wurde zusätzlich der Beat verlangsamt und ein neuer Musikstil entstand: der Reggae. Die ungewöhnliche Musik faszinierte das Publikum. Die Band war so erfolgreich, dass Marley sich sogar ein Auto leisten und für seine Familie – er hatte inzwischen zwei Kinder – ein Haus renovieren konnte. Kleine Tourneen in Großbritannien und Nordirland sowie den USA folgten, zusammen mit dem damals noch völlig unbekannten Bruce Springsteen.
Durch Eric Claptons Cover-Version von I Shot The Sheriff wurde Marley weiteren Kreisen bekannt. Nach Streitigkeiten zwischen Marley und McIntosh verließen dieser und Livingston 1974 die Gruppe, um unter den Pseudonymen Peter Tosh beziehungsweise Bunny Wailer eine Solokarriere zu starten. Tosh blieb Marley, der in den USA vor ausverkauften Häusern auftrat, jedoch immer freundschaftlich verbunden, war aber laut Spitz verbittert darüber, das Marley, den er als seinen Schüler betrachtet hatte, nun erfolgreicher war. Marleys Frau Rita Marley, Marcia Griffiths und Judy Mowatt bildeten unter den Namen I-Threes das Gesangstrio für die Vokalbegleitung, weitere Musiker wurden verpflichtet. Parallel dazu startete auch Marley eine Solokarriere.
In vielen von Marleys Songs geht es um spirituelle Inhalte. Die Songs enthalten eine Botschaft, die ohne Kenntnisse der Rastafari-Religion nur schwer verständlich ist. Mitunter sind in seinen Songs auch politische (wie etwa in Zimbabwe) oder sozialkritische (wie etwa in Concrete Jungle) Aussagen mit spirituellen Gedanken verwoben, so dass es oft nicht möglich ist, spirituelle von profanen Inhalten zu trennen. Daneben verfasste Bob Marley jedoch auch Liebeslieder sowie dezidiert politische Songs wie das gegen den Rassismus gerichtete Lied War. Er begann, die englischsprachigen Texte durch die Volkssprache anzureichern. In seinem Song „Them Belly Full“ (1975) zitierte er zwei jamaikanische Sprichwörter: „Rien a faal bot di doti tof“ (Der Regen fällt, aber die Erde ist hart) und „Pat a bwail bot di fuud no nof“ (Der Topf kocht, aber das Essen reicht nicht). Mit Marley als Vorbild begann sich der Gebrauch des Kreolischen unter jamaikanischen Musikern zu verbreiten.
1980 wurde er von der Regierung Simbabwes eingeladen. Er trat bei der offiziellen Unabhängigkeitsfeier des Landes auf, was Marley als größte Ehre in seinem Leben betrachtete.

## Musikalisches Erbe
Peter Tosh wurde, wie auch der Schlagzeuger der Wailers, Carlton Barrett, in Kingston ermordet. Wegen der anhaltenden Gewalttätigkeiten verließen die Wailers schließlich Jamaika. Bob Marleys musikalisches Erbe lebt als unvergänglicher Bestandteil der Musikgeschichte weiter. So widmete ihm der bedeutende brasilianische Sänger und Liedermacher Gilberto Gil sein Album Kaya N’Gan Daya. Marleys Lied Get Up, Stand Up wurde zu einer inoffiziellen Hymne von Amnesty international. 1994 wurde Bob Marley postum in die Rock and Roll Hall of Fame aufgenommen. Zu seinem 60. Geburtstag wurden 2005 weltweit Gedenkkonzerte sowie große Jubiläumskonzerte in Addis Abeba und in Kingston veranstaltet.
Bis 2015 verkauften sich seine Tonträger über 75 Millionen Mal. Zudem erzielt die Marke Marley durch Musikverkäufe, Merchandising und den Handel mit Devotionalien beträchtliche Summen, allein im Jahr 2014 ergab sich daraus ein Umsatz von über 20 Millionen US-Dollar.
Der Rolling Stone listete Marley auf Rang elf der 100 größten Musiker sowie der 100 größten Songwriter und auf Rang 19 der 100 größten Sänger aller Zeiten.

## Auszeichnungen
- United Nations' Peace Medal of the Third World (1978)[13]
- Order of Merit (1981)[19]

Für eine Übersicht aller Gold- und Platin-Auszeichnungen siehe Bob Marley/Auszeichnungen für Musikverkäufe.
Ehrungen:
Im Jahr 2017 wurde die australische Spinnenart Desis bobmarleyi nach ihm benannt. Die Autoren assoziierten den Lebensstil der Spinne, die in der Brandungszone auf Korallen und Steinen lebt, mit dem Song High Tide or Low Tide (deutsch: Flut oder Ebbe).

## Diskografie
Studioalben

| Jahr | Titel               | Höchstplatzierung, Gesamtwochen, AuszeichnungChartplatzierungen (Jahr, Titel, Platzierungen, Wochen, Auszeichnungen, Anmerkungen) | Höchstplatzierung, Gesamtwochen, AuszeichnungChartplatzierungen (Jahr, Titel, Platzierungen, Wochen, Auszeichnungen, Anmerkungen) | Höchstplatzierung, Gesamtwochen, AuszeichnungChartplatzierungen (Jahr, Titel, Platzierungen, Wochen, Auszeichnungen, Anmerkungen) | Höchstplatzierung, Gesamtwochen, AuszeichnungChartplatzierungen (Jahr, Titel, Platzierungen, Wochen, Auszeichnungen, Anmerkungen) | Höchstplatzierung, Gesamtwochen, AuszeichnungChartplatzierungen (Jahr, Titel, Platzierungen, Wochen, Auszeichnungen, Anmerkungen) | Anmerkungen                                                |
| Jahr | Titel               | DE | AT | CH | UK | US | Anmerkungen                                                |
| ---- | ------------------- | --- | --- | --- | --- | --- | ---------------------------------------------------------- |
| 1965 | The Wailing Wailers | — | — | — | — | — | Erstveröffentlichung: 1965                                 |
| 1970 | Soul Rebels         | — | — | — | — | — | Erstveröffentlichung: Dezember 1970                        |
| 1971 | Soul Revolution     | — | — | — | — | — | Erstveröffentlichung: Juli 1971                            |
| 1973 | Catch a Fire        | — | — | — | UK— GoldUK | US171 (5 Wo.)US | Erstveröffentlichung: 13. April 1973 Verkäufe: + 207.500   |
| 1973 | African Herbsman    | — | — | — | — | — | Erstveröffentlichung: 27. Juli 1973                        |
| 1973 | Burnin’             | — | — | — | UK— SilberUK | US151 Gold · (6 Wo.)US | Erstveröffentlichung: 19. Oktober 1973 Verkäufe: + 660.000 |
| 1974 | Natty Dread         | — | — | — | UK43 Gold · (5 Wo.)UK | US92 (28 Wo.)US | Erstveröffentlichung: 25. Oktober 1974 Verkäufe: + 220.000 |
| 1976 | Rastaman Vibration  | — | — | — | UK15 Gold · (13 Wo.)UK | US8 Gold · (22 Wo.)US | Erstveröffentlichung: 30. April 1976 Verkäufe: + 760.000   |
| 1977 | Exodus              | DE58 a Gold · (2 Wo.)DE | AT21 (4 Wo.)AT | CH40 a (12 Wo.)CH | UK8 Platin · (65 Wo.)UK | US20 Gold · (24 Wo.)US | Erstveröffentlichung: 3. Juni 1977 Verkäufe: + 1.585.000   |
| 1978 | Kaya                | DE— GoldDE | — | — | UK4 Gold · (24 Wo.)UK | US50 Gold · (17 Wo.)US | Erstveröffentlichung: 23. März 1978 Verkäufe: + 1.560.000  |
| 1979 | Survival            | DE40 (23 Wo.)DE | — | — | UK20 Gold · (6 Wo.)UK | US70 (14 Wo.)US | Erstveröffentlichung: 2. Oktober 1979 Verkäufe: + 590.000  |
| 1980 | Uprising            | DE5 Gold · (67 Wo.)DE | AT6 (7 Wo.)AT | — | UK6 Gold · (17 Wo.)UK | US45 Gold · (23 Wo.)US | Erstveröffentlichung: 10. Juni 1980 Verkäufe: + 1.635.000  |
| 1983 | Confrontation       | DE31 (16 Wo.)DE | AT18 (4 Wo.)AT | — | UK5 Silber · (19 Wo.)UK | US55 Gold · (15 Wo.)US | Erstveröffentlichung: 23. Mai 1983 Verkäufe: + 700.000     |

grau schraffiert: keine Chartdaten aus diesem Jahr verfügbar

## Marleys Musik im Film
Marleys Musik wird gerne als Soundtrack oder Hintergrundmusik in Filmen verwendet. So wurde beispielsweise der Song Three Little Birds als Soundtrack für den Film I Am Legend sowie als Hintergrundmusik in dem Film Strange Days verwendet. In dem Film Haß (La Haine, 1995) wurde der Song Burning and Looting verwendet. In der US-Serie Die Simpsons wird in der Folge Der tollste Hund der Welt (1997) das Lied Jammin’ gespielt. Jammin wurde auch im Film How High verwendet.
1982 erschien der Bob Marley gewidmete Film Countryman, in den deutschen Kinos zu sehen unter Countryman – Verschollen im Dschungel. Marleys Worte und Musik lieferten die Inspiration zu diesem Film, der von Chris Blackwell, dem Gründer des Musiklabels Island Records, produziert wurde. Regisseur und Drehbuchautor war Dickie Jobson, 1973 bis 1974 Manager von Bob Marley & The Wailers. Neben Marley lieferten noch weitere bekannte Reggae-Interpreten die Musik zu Filmen, so unter anderem Aswad, Lee Perry und auch Steel Pulse.

## Internationale Tourneen
- April bis Juli 1973: Catch a Fire Tour – England, USA
- Oktober und November 1973: Burnin Tour – USA, Jamaika, England
- Juni und Juli 1975: Natty Dread Tour – USA, Kanada, England
- April bis Juni 1976: Rastaman Vibration Tour – USA, Kanada, Deutschland (Hamburg, Düsseldorf), Niederlande, Frankreich, England, Wales
- Mai und Juni 1977: Exodus Tour – Frankreich, Belgien, Niederlande, Deutschland (München, Heidelberg, Hamburg, West-Berlin), Schweden, Dänemark, England
- Mai bis August 1978: Kaya Tour – USA, Kanada, England, Frankreich, Spanien, Schweden, Dänemark, Norwegen, Niederlande, Belgien
- April und Mai 1979: Babylon by Bus Tour – Japan, Neuseeland, Australien, Hawaii
- Oktober 1979 bis Januar 1980: Survival Tour – USA, Kanada, Trinidad und Tobago, Bahamas, Gabun
- Mai bis September 1980: Uprising Tour – Schweiz (Zürich), Deutschland (München, Köln, Kaiserslautern, Auftritt im WDR-Rockpalast in Dortmund am 13.6., Hamburg, West-Berlin, Kassel), Frankreich, Norwegen, Schweden, Dänemark, Belgien, Niederlande, Italien, Spanien, Irland, England, Schottland, USA

## Filme
- Kevin Macdonald: Marley.[21] 2012, 144 min.
- Bob Marley: One Love, 2024